# Juego en la nube
El juego en la nube, también llamado juego bajo demanda, es un tipo de juego en línea que permite la transmisión (streaming) directa y bajo demanda de juegos en un ordenador mediante el uso de un cliente ligero, donde se almacena el juego real en el servidor de la compañía del juego y es transmitido directamente a las computadoras con acceso al servidor a través del cliente. Esto permite el acceso a los juegos sin necesidad de una videoconsola y en gran medida hace que la capacidad de la computadora del usuario sea una cuestión sin importancia, ya que el servidor de la compañía es el sistema que está ejecutando las necesidades de procesamiento. Los controles y las pulsaciones de los botones por parte del usuario se transmiten directamente al servidor, donde se registran, y el servidor envía de vuelta la respuesta del juego a los controles de entrada. Este proceso funciona con rapidez, con "menos de una milésima de segundo de retraso", lo que permite una experiencia de juego casi perfecta. Además, una conexión a Internet de bajo nivel también serviría para la conexión al servidor, con sólo una "conexión DSL de 1.5 Mbps" sería suficiente para una televisión de definición estándar.

## Historia

### G-cluster
En el año 2000, G-Cluster presenta la primera implementación de la tecnología de juego en la nube en la Electronic Entertainment Expo. El primer lanzamiento comercial del servicio fue para Cyprus Telecom Authority en el 2005 en su red IPTV. En marzo de 2008 G-cluster anuncio la inclusión de soporte para alta definición en su solución con Amino STB IPTV. En noviembre de 2010, después de las pruebas a fondo, el operador francés SFR lanzó un servicio comercial basado en la tecnología G-cluster. El 11 de octubre de 2012 Orange lanza un servicio de juego bajo demanda utilizando la tecnología G-CLuster.

### OnLive
Este tipo de juegos fue difundido también por las compañías de videojuegos bajo demanda: OnLive, Gaikai y Playcast en la Conferencia de Desarrolladores de Juegos en el 2009. Las tres compañías comenzaron pruebas en diferentes partes del mundo, como por ejemplo Gaikai en Europa, durante el mismo año con el fin de determinar la configuración final para sus servidores.
OnLive también tuvo una presentación para los videojuegos en la nube en la Exposición de Entretenimiento Electrónico 2010. Se estrenaron 20 títulos diferentes con capacidades de juego en la nube, como Assassin's Creed y Mass Effect 2, que son almacenados y accedidos por usuarios OnLive desde servidores Dell. Los requisitos para la utilización de OnLive son tener un ordenador PC o Mac que tenga acceso a Internet. Este sistema también abre la posibilidad de jugar a estos juegos en el iPad, debido a los bajos requerimientos de procesamiento.
Una de las principales atracciones de OnLive y los juegos en la nube, es que, desde que los juegos mismos se guardan en los servidores de la compañía, los usuarios pueden acceder a su partida guardada de cualquier juego que han jugado en el servidor "desde cualquier ordenador, en cualquier momento". La compañía también tiene una MicroConsola, que permite a los usuarios acceder a OnLive con su televisor, así los juegos se pueden jugar en la pantalla mientras son transmitidos desde el servidor.
Crytek, después del anuncio inicial de la capacidad de los juegos en la nube de OnLive, ha explicado a través de una entrevista con su CEO, Cevat Yerli, que también había intentado la utilización de los juegos en la nube en el año 2005. La compañía iba a utilizar esta tecnología para su juego, Crysis, pero decidió que «la posibilidad de esperar a que las conexiones de Internet de banda ancha se convirtieran en algo más accesible para las masas era un lujo que su compañía no se podía permitir y se desechó la idea». A pesar de ello, Crytek ha apoyado OnLive en sus proyectos e incluso se ha asociado con ella, ofreciendo Crysis para sus servicios de juego en la nube.

### Gaikai
Gaikai, fundada en 2008, transmite demos de videojuegos a través de 12 países en Europa y América del Norte, ofrece a los consumidores la oportunidad de jugar de forma gratuita en un navegador web. Gaikai también reduce el tiempo para jugar demos mediante la eliminación de formularios, detalles de tarjetas de crédito, descargas e instalaciones, haciendo juegos accesibles directamente dentro de los navegadores web a través de plug-ins existentes, como Java o Adobe Flash, o en dispositivos como televisores digitales. Gaikai obtuvo mucha publicidad en mayo de 2010 cuando el CEO David Perry mostró World of Warcraft ejecutándose en un iPad, utilizando el servicio.
La plataforma en la nube de Gaikai es una red de entretenimiento interactivo para los jugadores, editores, distribuidores y filiales. El servicio se compone de la Red de Afiliados Gaikai y de las asociaciones con editores de videojuegos, desarrolladores, minoristas y fabricantes de hardware. Cualquier Sitio web puede inscribirse en la Red de Afiliados Gaikai para transmitir videojuegos de los editores de Gaikai través de publicidad que se ejecuta en sus sitios web, a cambio de una parte de los ingresos. Los juegos también son transmitidos desde destinaciones de juego impulsadas por promotores, distribuidores, fabricantes y sus socios. A los jugadores que prueban estos juegos se les da la opciones al final de la demo para comprar el juego desde una tienda, descarga directa o como un servicio de transmisión continua.
El servicio de videojuegos Gaikai se puso en marcha a principios del 2011 con la transmisión de Dead Space 2, Los Sims 3, Spore y Mass Effect 2, así como con anuncios de asociaciones con Wal-Mart Gamecenter, Capcom, The Escapist y Eurogamer.

### Cyber Ai Entertainment
En respuesta a estos nuevos desarrollos, Ken Kutaragi, "El Padre de la PlayStation", creó una nueva empresa llamada Cyber Ai Entertainment, que se cree está trabajando en un proyecto que es «una especie de servicio en la nube» basado en contenidos de entretenimiento que funciona desde servidores remotos.

### Nvidia Geforce Now
Nvidia Geforce Now es la propuesta de Nvidia para entrar en el mundo del streaming de videojuegos. Su beta se lanzó el 2013, siendo oficialmente conocida en septiembre de 2015. Posee una versión gratuita, que te permite disfrutar de su biblioteca de juegos en sesiones de una hora de duración. Tiene una versión de pago mensual que te permite disfrutar de su carta de juegos de manera ininterrumpida. Se desvincula de Activision Blizzard el 12 de febrero de 2020, quitando de su catálogo juegos de gran importancia como Call of duty y Overwatch.

### Stadia
Stadia debutó en octubre de 2018 con una beta cerrada y durante su desarrollo el servicio fue llamado Proyecto Stream. Tras meses de pruebas y de ir anunciando sus características poco a poco, Google abrió la versión comercial de Stadia el 19 de noviembre de 2019. y el 8 de abril de 2020, Google lanzó el servicio de forma gratuita a todos los usuarios con una cuenta de Google.